# Колодийчук, Емельян Евсеевич
Емельян Евсеевич Колодийчук — советский хозяйственный деятель, Герой Социалистического Труда.

## Биография
Родился в 1906 году в селе Шепилово Балтского уезда Подольской губернии. Член КПСС.
Окончил курсы механизаторов.
В 1920—1941 — крестьянин в родительском хозяйстве, артельщик Шепиловской сельскохозяйственной артели, механизатор, звеньевой механизированного звена, бригадир механизированной бригады Голованевской машинно-тракторной станции Одесской области Украинской ССР.
В 1941—1943 — механизатор в эвакуации.
В 1943—1964 — бригадир механизированной бригады Голованевской машинно-тракторной станции Одесской / Кировоградской области Украинской ССР.
Указом Президиума Верховного Совета СССР от 26 февраля 1958 года присвоено звание Героя Социалистического Труда с вручением ордена Ленина и золотой медали «Серп и Молот».
Умер в 1964 году в селе Шепилово.

## Награды и звания
- Герой Социалистического Труда (26.02.1958)
- Орден Ленина (14.05.1948, 19.07.1951, 26.02.1958)